# Розкладка клавіатури
Розкла́дка клавіату́ри (розклад клавіатури) — це схема відповідності клавіш на клавіатурі комп'ютера, друкарської машинки чи іншого пристрою введення текстової інформації; розроблено велику кількість розкладок для різноманітних моделей клавіатур, різних мов, операційних систем тощо.

## Поняття клавіатурної розкладки
В широкому сенсі під розкладкою клавіатури можуть розуміти всю сукупність фізичних, візуальних чи функціональних особливостей організації клавіш клавіатури — чи якусь її частину:
- фізичні особливості — наявність/відсутність певних кнопок і їх фізичне розташування;
- візуальні особливості — будь-яке маркування кнопок, що не впливає на функціонування клавіатури, а послуговує для зручності користувача (наклейки, написи);
- функціональні особливості — зв'язок між фізичними клавішами і їх дією.

В сучасних комп'ютерах дії клавіш, зазвичай, не закріплені повністю в самій клавіатурі. Натомість при натисканні клавіш клавіатура посилає операційній системі комп'ютера абстрактні числа — скан-коди. А операційна система вже сама вирішує, як їй інтерпретувати той чи інший скан-код (наприклад, можна сприймати 100 як «А» і 200 як «Б» — а можна й навпаки).
Проте не завжди натискання кожної клавіші на клавіатурі продукує окремий індивідульний скан-код. Клавіатура може бути зроблена так, що натискання різних клавіш генерує один й той самий скан-код — і тоді ніякими налаштуваннями операційної системи не вдасться змусити її їх розрізняти. Крім того клавіатура може бути спроєктована так, що натискання деяких клавіш не викликатиме посилання скан-коду операційній системі, а натомість змінюватиме скан-код інших клавіш; це особливо стосується клавіші Fn, що часто є апаратним модифікатором (на відміну від Shift, Ctrl, Alt і інших модифікаторів, що зазвичай є програмними), а також клавіші F-Lock, що часто є апаратним перемикачем (на відміну від, наприклад, Caps Lock, що зазвичай є програмним). Тобто інтерпретацію операційною системою кнопок клавіатури можна налаштовувати — але лише в певних межах.

### Типовий сенс поняття розкладки
Хоча сучасні комп'ютерні клавіатури надають доволі широкі можливості щодо перевизначення функцій клавіш (в тому числі, наприклад, таких як Caps Lock, Ctrl тощо), зазвичай, в типовому випадку під розкладкою клавіатури розуміють визначення функцій саме друкарських клавіш (літери, цифри, пунктуація). Реакції операційної системи на інші клавіші, якщо й змінюють (наприклад, поміняти місцями Ctrl і Caps Lock), то, зазвичай, такі налаштування зазначаються окремо і не входять до поняття клавіатурної розкладки в вузькому сенсі.

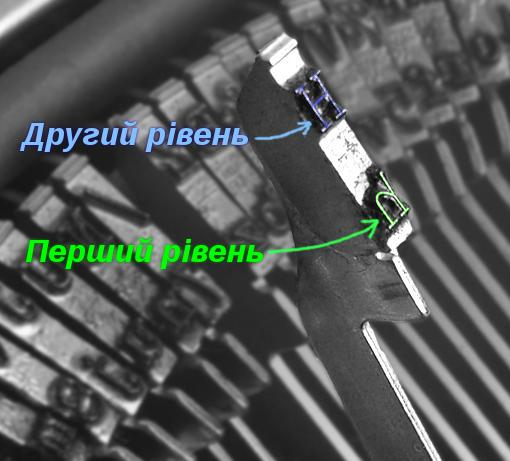
Колись «перший/другий рівень» позначало фізичне положення рельєфу на важелі.

Отже в типовому випадку розкладка клавіатури задає два символи, що продукує кожна друкарська клавіша. Символів двоє, тому що в залежності від того, натискають друкарську клавішу окремо чи при затисненому модифікаторі ⇧ Shift, можуть вставлятися різні символи; у випадку літер це, зазвичай, два регістри однієї літери, наприклад: маленька «а» від натискання а і велика «А» від натискання ⇧ Shift+а; у випадку цифр, пунктуації і загальному випадку це можуть бути непов'язані символи, наприклад: «6» (шість) від натискання 6 і «:» (двокрапка) від натискання ⇧ Shift+6. Історично це називається першим і другим рівнем, наприклад, кажуть, що на першому рівні клавіші 6 знаходиться «6», а на другому — «:». Така термінологія походить від часів друкарських машинок, коли на діючій поверхні кожного важеля (чи іншого механізму, що відтискав фарбу на папері) знаходилися рельєфи двох символів, а клавіша Shift (дослівно — «зміщення») фізично зміщувала (найчастіше підіймала) барабан з папером таким чином, щоб по паперу (через чорнильну стрічку) вдаряв рельєф другого символу (а не першого, як зазвичай).

#### Третій і четвертий рівні

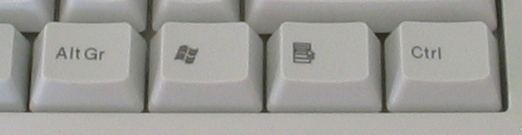
Клавіша AltGr між пробілом і правим Win.

На багатьох клавіатурах присутня клавіша AltGr (від англ. alternate graphic — альтернативна графіка (тобто альтернативні символи)). Традиційно вона призначається для введення символів з третього та четвертого рівнів клавіш. Натискання AltGr+якась клавіша дає символ з третього рівня відповідної клавіші, а AltGr+⇧ Shift+якась клавіша — відповідно з четвертого. Наприклад, в розширеній українській розкладці Windows на третьому–четвертому рівнях клавіші г знаходиться літера Ґ, тому в операційній системі Windows натискання AltGr+г має давати «ґ», а AltGr+⇧ Shift+г — «Ґ».
Типове розташування AltGr на сучасних клавіатурах — на місці правого Alt. Часто AltGr і правий Alt ототожнюють, і навіть коли на правому Alt написано просто «Alt», він часто все одно відпрацьовує як AltGr. Однак іноді правий Alt не відпрацьовує як AltGr — це залежить в тому числі від драйвера клавіатури.

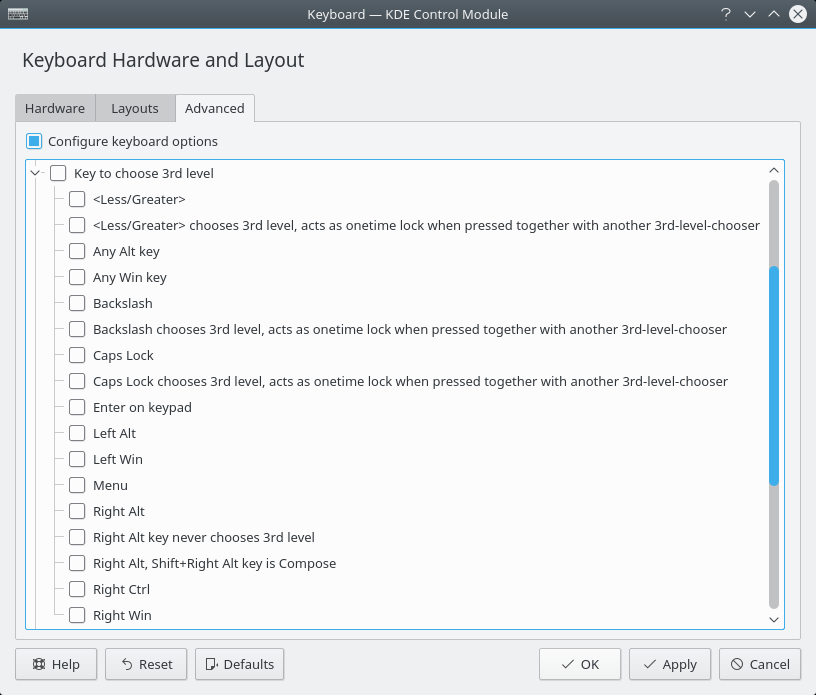
Вибір способу переходу на третій рівень в KDE 5.

Оскільки не на всіх сучасних клавіатурах клавіша AltGr (чи навіть права клавіша Alt) фізично присутня (і навіть коли присутня, не завжди відпрацьовує як AltGr), сучасні операційні системи дозволяють імітувати її натисканням інших клавіш. В Microsoft Windows AltGr імітується сполученням Ctrl+Alt (відповідно, Ctrl+Alt+клавіша має давати символ з третього рівня, а Ctrl+Alt+⇧ Shift+клавіша — з четвертого). В системах, що використовують X.Org (наприклад, GNU/Linux), присутній широкий вибір того, як буде імітуватися AltGr (правий Alt, будь-який Alt, правий Ctrl тощо).

## Українські розкладки клавіатури

### Типові розкладки

#### Розширена українська в Microsoft Windows

Розкладка «Українська (розширена)» в Microsoft Windows (доступна починаючи з Windows Vista)

Розкладка для української мови, що постачається разом з Microsoft Windows, починаючи з Windows Vista. Нині найпоширеніша; починаючи з Windows 8, є розкладкою для української мови за умовчанням.
Особливості:
- має прямий апостроф (') (але не інші його види);
- має знак гривні (₴);
- літера Ґ розміщена на клавіші ліворуч від Я (проте ця клавіша фізично присутня не на всіх клавіатурах), а також на третьому/четвертому рівнях клавіші Г.

Слід зазначити, що в сучасних версіях Microsoft Windows є підтримка не лише цієї розкладки, а й стандартної (див. нижче). Ця розкладка позначається в налаштуваннях текстових служб та мов вводу як «Українська (розширена)» (або «Ukrainian (Enhanced)» в англомовному інтерфейсі), а стандартна — просто як «Українська» («Ukrainian»). Це може призводити до помилкового встановлення стандартної розкладки або відразу обох (і стандартної, і розширеної) — замість розширеної.

#### Стандартна українська в Microsoft Windows

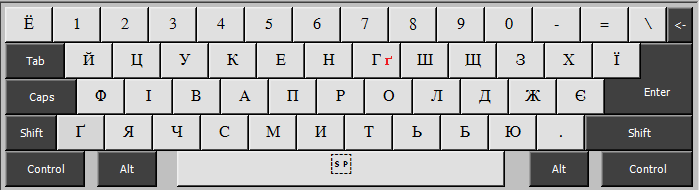
Стандартна українська розкладка у Windows старіших версій

Стандартна українська була єдиною українською розкладкою в усіх версіях, що передували Windows Vista. Незважаючи на її недоліки та наявність розширеної української розкладки, також присутня в пізніших версіях Windows. Вади:
- відсутність апострофа — найсуттєвіший недолік; для вводу цього обов'язкового символу доводилось перемикатись на англійську розкладку або використовувати його код (Alt+39);
- наявність непотрібної російської літери Ё;
- літера Ґ розміщена на клавіші, відсутній на більшості старих клавіатур, також для неї використовують клавішну комбінацію AltGr+Г — незручне «приховане» розміщення літери Ґ стало приводом для розповсюдженої думки, ніби ця літера також відсутня у стандартній розкладці.

Недоліки стандартної української розкладки стали причиною активного розповсюдження модифікованих розкладок клавіатури. Здебільшого на місці непотрібної літери Ё розміщувався апостроф, також у деяких випадках літера Ґ розміщувалась у «видимій» області клавіатури.

#### Ukrainian Unicode
«Ukrainian Unicode» [Архівовано 17 вересня 2012 у Wayback Machine.] доступна для платформ Microsoft Windows®, X.org (Unix-подібні системи, в тому числі GNU/Linux) та MacOS X. Її використовують як типову українську розкладку в більшості сучасних дистрибутивів Лінукс.

Розкладка української клавіатури з символами Unicode

Вона не розроблялася спеціально для типографістів або програмістів, а є спробою додати мінімальний набір символів, який би був корисним широкому загалу. В основу лягли вже деякі наявні праці, наприклад, російська типографська розкладка Іллі Бірмана(рос.) та Strange Ukrainian, але її створення мало кілька чітко окреслених призначень:
- мінімізувати кількість нових символів, що не є властивими українському набору або не використовує широке коло користувачів;
- надати деякі широковживані символи з набору Unicode, що часто зустрічаються при наборі українською мовою («правильний» апостроф, наголос, «правильні» лапки тощо);
- надати деякі типографські символи, наприклад, символ гривні, символ євро, символ авторських прав, тире;
- надати деякі символи з типової американської розкладки, що часто вживаються при наборі українською (наприклад, коса риска або квадратні дужки), щоб уникнути зайвих перемикань для одного символу;
- надати 4 літери з російської абетки та одну з білоруської, щоб україномовним користувачам, що вживають також російську або білоруську, не доводилось встановлювати додаткові розкладки.

Більшість із цих додаткових символів набираються при натисканні правої клавіші Alt (в системах X.org це можна змінити) (так званий «третій рівень») або комбінації правої клавіші Alt і клавіші Shift (так званий «четвертий рівень») — на малюнку вони позначені червоним кольором.
Декілька приміток до цієї розкладки:
- має всі три види апострофа;
- дозволяє ставити знак наголосу (◌́) над літерою;
- дозволяє писати знак гривні (₴);
- дозволяє вставляти довге (—) і коротке (–) тире, лапки «» і „“, символ параграфа (§), знак євро (€) і безліч інших символів, що застосовуються в українській типографіці, а також всі російські і білоруські літери;
- під літеру Ґ виділена клавіша \ (біля ↵ Enter), при цьому вона також доступна на третьому і четвертому рівнях клавіші г.

Зміни в розкладці:
- До 10 вересня 2015 натискання клавіші ` без ⇧ Shift вставляло апостроф U+2019 (’), а з ⇧ Shift — ASCII-апостроф (').
- З 10 вересня 2015 натискання клавіші ` без ⇧ Shift вставляє ASCII-апостроф ('), а з ⇧ Shift — апостроф U+02BC (ʼ). При цьому апостроф U+2019 (’) можна вставити через AltGr+⇧ Shift+2.

### Інші розкладки типу ЙЦУКЕН та похідні від ЙЦУКЕН
Верхній ряд літер більшості кириличних розкладок клавіатури починається з й, ц, у, к, е, н. Ця (аналогічно до традиції починати верхній ряд латинських розкладок з QWERTY) походить це від часів друкарських машинок. Як про QWERTY, так і про ЙЦУКЕН висувалися твердження про неоптимальність таких розкладок — тим не менш, альтернативні (не-ЙЦУКЕН) розкладки не набули значної популярності.

#### Найближчі родичі друкарських машинок
Типова розкладка клавіш друкарських машинок з українською абеткою дещо відрізнялася від сучасних типових українських розкладок клавіатури. Наприклад:
- Цифри вставлялися з натисканням аналога клавіші Shift (натискання клавіш з цифрового ряду без Shift вставляло знаки пунктуації).
- Крапка і кома зазвичай знаходилися на клавішах 7 і 6 відповідно (а не в правому нижньому кутку, як зараз).
- «И» та «і», як правило, були поміняні місцями («и» справа від ф, а «і» справа від м).

Тим не менш, досі існують розкладки клавіатури, що частково або повністю наслідують розкладку друкарської машинки. Серед них особливо визначаються:
- РСТУ 2019-91 — республіканський стандарт 1991 року [Архівовано 2 лютого 2017 у Wayback Machine.];
- ДСТУ 3470-96 — державний стандарт 1996 року [Архівовано 11 березня 2016 у Wayback Machine.] (пізніша модифікація стандарту 1991 року; як і його попередник, широкого розповсюдження не набув).

#### Про модифіковані розкладки

Одна з модифікованих українських розкладок для застарілих версій Windows (на основі стандартної з виправленнями: апострофом та «Ґ» замість «Ё» та «\»)

Більшість операційних систем (як мінімум Microsoft Windows і GNU/Linux) дозволяють створення власних розкладок клавіатури: або з нуля, або на основі типових. В Microsoft Windows це робиться за допомогою безкоштовної програми Microsoft Keyboard Layout Creator (або її аналогів від третіх осіб), в GNU/Linux — банальним створенням/редагуванням файлів в директорії /usr/share/X11/xkb/symbols.
Створену розкладку користувач може не лише використовувати особисто, а й розповсюджувати серед інших користувачів. Встановлення таких розкладок є складнішим за встановлення типових (оскільки, на відміну від типових, вони не входять до стандартного комплекту постачання ОС) — але вони можуть вирішувати якісь потреби користувачів. Вони можуть бути загального призначення (наприклад, виправлення недоліків типових розкладок та/або додавання широковживаних символів: типографські лапки, м'який переніс, символ гривні, наголос тощо) або спеціалізованими (наприклад: для типографії, набору старослов'янських текстів тощо).
Розкладки, створені шляхом внесення змін у типові, часто називають модифікованими.

#### Strange Ukrainian

Українська розкладка «Strange Ukrainian»

Strange Ukrainian — колись популярна модифікована розкладка для української мови, що виправляє проблему апострофа, а також дозволяє набирати текст іншими слов'янськими мовами, які використовують кириличну графіку. Також містить велику кількість додаткових символів (зокрема, знак наголосу, додаткові знаки пунктуації, спецсимволи з англійської розкладки тощо).
Версії до 1.6 [Архівовано 23 жовтня 2016 у Wayback Machine.] включно розроблялися paul_kiss і Vertaler. Далі сам автор відмовився підтримувати цю розкладку (в ролі одного з варіантів порадивши при змозі переходити на GNU/Linux, де використовують Ukrainian Unicode). Однак незалежно від попередньої команди розробку підхопила (продовживши випускати нові версії) [Архівовано 17 вересня 2013 у Wayback Machine.] інша людина — zhouck.

#### Інші нетипові українські розкладки
- ol03a та ol03g [Архівовано 31 травня 2023 у Wayback Machine.]  (від Олександра Лютого).
- Ukrainian by Python — на основі Strange Ukrainian.
- Українські аналоги російської типографської розкладки Іллі Бірмана[ru](рос.):
  - варіант М. В. Пащенка [Архівовано 29 травня 2022 у Wayback Machine.];
  - варіант GaGadget [Архівовано 21 вересня 2023 у Wayback Machine.].
- Different Ukrainian [Архівовано 6 липня 2022 у Wayback Machine.] — на основі Strange Ukrainian, ol03g і української версії російської типографської розкладки Іллі Бірмана від М. В. Пащенка.
- Шараповка — спроба створити розкладку без повної сумісності з ЙЦУКЕН, зате з урахуванням принципів ергономіки (від О. Шарапова).

### Фонетичні розкладки
Фонетичними називаються розкладки, які розташовують літери мови так, щоб вони були якомога ближче до позицій фонетично близьких літер іншої мови (базової) в притаманній їй розкладці. Наприклад, можна взяти за основу англійську мову і типову розкладку QWERTY, і тоді українську «А» поставити на місце латинської A, українську «Б» — на місце латинської B, українську «В» — на місце латинської V і т. д. Така розкладка допоможе набирати український текст людині, що знає англійську розкладку, але не знає (типової) української (і не має часу її вивчати чи взагалі українських позначок на клавіатурі).